# Mikrosociologie
Mikrosociologie je jedním z hlavních zaměření sociologie. Zkoumá povahu každodenního lidského jednání v malém měřítku.  Zabývá se sférou sociální interakce a soustředí se na malé sociální skupiny, trendy, sociální sítě, interpersonální vztahy, a to obvykle na úrovni komunity.Orientuje se na pochopení toho, jak rozsáhlé vzorce a trendy formulují životy, zkušenosti skupin a jednotlivců. Mikrosociologie je založena spíše na interpretační analýze než na statistickém nebo empirickém pozorování a je úzce spojená s filozofií fenomenologie. Termín razil Harold Garfinkel v souvislosti se svými výzkumy toho, jak lidé interpretují svůj sociální svět.

## Rozdíl mezi mikro a makrosociologií
Makrosociologie se zabývá velkými sociálními útvary (globální společnosti, vrstvy, národy apod.) a těmto útvarům odpovídajícími procesy a jevy (např. sociální stratifikací, sociální mobilitou, modernizací, masovou kulturou apod.). 
Mikrosociologie naopak studuje sociální interakce a zaměřuje se na malé sociální skupiny.  Mezi mikrosociologií a makrosociologií lze nalézt rozdíly i ve výzkumném procesu, a to:
- Rozdíly ve výzkumných otázkách

Makrosociologové pokládají́ velké́, široké́ otázky, které́ často výustí v závěry výzkumu a v nové teorie. 
Mikrosociologové mají́ tendenci klást otázky více lokalizované́, které́ jsou zaměřené na zkoumaní́ života menších skupin lidí. 
- Rozdíly ve výzkumných metodách

Makrosociologové používají například kombinaci historického výzkumu se statistickou analýzou pro pokrytí dlouhého časového období tak, aby vytvořené́ soubory údajů̊ ukázaly, jak se sociální́ systém a vztahy v něm v čase vyvíjely do současné́ podoby společnosti. 
Mikrosociologové používají obvykle výzkumné metody, které zahrnují přímou interakci s účastníky výzkumu, například rozhovory, ohniskové skupiny, pozorování. 
- Rozdíly ve výzkumných závěrech

Závěry vyvozené́ z makrosociologie často ukazují korelaci nebo příčinnou souvislost mezi různými prvky nebo jevy ve společnosti. 
Mikrosociologický výzkum ukazuje to jak sociální systémy ovlivňují́ životy a zkušenosti lidí, kteří v nich žijí. 
Ačkoliv jsou mikro a makro sociologie vnímány jako protichůdné́ přístupy, jsou ve skutečnosti komplementárními přístupy ke studiu společnosti. 

## Mikrosociologie v praxi
V praxi se mikrosociologie zabývá například sociálními rolemi. Všichni hrajeme celou řadu rolí, které se liší svým významem i možností je odmítnout nebo modifikovat. Role mohou vytvářet mnoho druhů konfliktů. Může se jednat například o konflikt mezi rolemi (učitel přivydělávající si jako striptér v baru). Dále se zaměřuje na malé skupiny, kde se hranice uvádějí různé, od 7-8 lidí po asi 30. Typickým jevem malých skupin je, že se jednotlivci mezi sebou znají osobně. Nově s nástupem sociálních médií se mikrosociologie začala zabývat vlivem sociálních médií na jedince. Zaměřuje se i na komunikaci mezi lidmi, kde je možné zkoumat například průběh komunikace, a to, jestli komunikace probíhá oboustranně (dialog), nebo jednostranně (monolog).

## Představitelé
Jedním z prvních, kdo se o mikrosociologii zmínil byl Jean-Paul Sartre ve své práci o fenomenologii sociální dynamiky. Kritika dialektického rozumu, napsané koncem 50. let, nazval mikrosociologii jedinou platnou teorií lidských vztahů.  Jako další bychom mohli jmenovat Jürgen Habermas a Pierre Bourdieu, což jsou dva novější teoretici, kteří ve svých dílech dobře využili mikrosociologické koncepty nebo Kurta Lewina, který se se svou prací soustředil na skupinovou dynamiku a organizační rozvoj.

## Výzkumy
Výzkum v mikrosociologii hodnotí vztahy sociálního života jednotlivců s cílem ukázat vzájemný vztah mezi událostmi/akcemi a povahou společenského kontextu, ve kterém k nim dochází. Postup při mikrosociologickém výzkumu je odlišný od ostatních, a to i z důvodu, že se jedná o sociologii úzce propojenou se sociální psychologií. Mikrosociologické techniky výzkumu se dělí na pozorovací techniky a techniky založené na výpovědi respondentů. Pozorovací technika, jejímž předmětem je faktické chování členů skupiny v přirozených, nebo laboratorních podmínkách. Naopak technika výpovědi respondentů závisí na tom, co nám jsou respondenti o sobě ochotni prozradit.
Mezi známé výzkumy patří například výzkum Všichni hrajeme divadlo (The presentation of Self in Everyday life) z roku 1959 od sociologa Ervinga Goffmana. Jedná se o první autorovu výzkumnou práci, ve které se zabývá „rolemi“, jež lidé ve svých životech každodenně hrají. Lidé role používají buďto vědomě, nebo nevědomě, ale v obou případech jde o snahu vytvořit svou identitu.